# 子午街道
子午街道，是中华人民共和国陕西省西安市长安区下辖的一个乡镇级行政单位。

## 行政区划
子午街道下辖以下地区：
子午社区、北街社区、子午村、张村、南豆角村、北豆角村、九村、甫店村、子午东村、台沟村、子午西村、七里村、曹村、东水寨村、西水寨村、石砭峪口村、天子口村、王庄村、抱石村、抱龙峪村和天子峪村。